# Alysicarpus
Alysicarpus je biljni rod jednogodišnjeg raslija i trajnica iz porodice mahunarki (bobovki) s oko četrdesetak vrsta iz Starog svijeta (suptropska i tropska Azija i Afrika) i Australije.

## Vrste
1. Alysicarpus aurantiacus Pedley
2. Alysicarpus belgaumensis Wight
3. Alysicarpus bracteus X.F.Gao
4. Alysicarpus brownii Schindl.
5. Alysicarpus bupleurifolius (L.) DC.
6. Alysicarpus ferrugineus Hochst. & Steud. ex A.Rich.
7. Alysicarpus gamblei Schindl.
8. Alysicarpus gautalensis Gholami & A.K.Pandey
9. Alysicarpus glumaceus (Vahl) DC.
10. Alysicarpus hamosus Edgew.
11. Alysicarpus hendersonii Schindl.
12. Alysicarpus heterophyllus (Baker) Jafri & Ali
13. Alysicarpus heyneanus Wight & Arn.
14. Alysicarpus longifolius (Rottler ex Spreng.) Wight & Arn.
15. Alysicarpus luteovexillatus Naik & Pokle
16. Alysicarpus major Pedley
17. Alysicarpus misquittae S.M.Almeida & M.R.Almeida
18. Alysicarpus monilifer (L.) DC.
19. Alysicarpus muelleri Schindl.
20. Alysicarpus naikianus Pokle
21. Alysicarpus ovalifolius (Schumach.) J.Léonard
22. Alysicarpus parviflorus Dalzell
23. Alysicarpus pokleanus Gholami & A.K.Pandey
24. Alysicarpus prainii Schindl.
25. Alysicarpus pubescens Y.W.Law
26. Alysicarpus quartinianus A.Rich.
27. Alysicarpus racemosus Benth.
28. Alysicarpus roxburghianus Thoth. & Pramanik
29. Alysicarpus rugosus (Willd.) DC.
30. Alysicarpus rupicola Edgew.
31. Alysicarpus salim-alii S.M.Almeida & M.R.Almeida
32. Alysicarpus sanjappae S.Chavan, Sardesai & Pokle
33. Alysicarpus saplianus Pokle
34. Alysicarpus scariosus (Rottler ex Spreng.) Graham
35. Alysicarpus schomburgkii Schindl.
36. Alysicarpus sedgwickii S.M.Almeida & M.R.Almeida
37. Alysicarpus suffruticosus Pedley
38. Alysicarpus tetragonolobus Edgew.
39. Alysicarpus vaginalis (L.) DC.
40. Alysicarpus yunnanensis Yen C.Yang & P.H.Huang
41. Alysicarpus zeyheri Harv.